# Neosparassus magareyi
Neosparassus magareyi är en spindelart som beskrevs av Henry Roughton Hogg 1903. Neosparassus magareyi ingår i släktet Neosparassus och familjen jättekrabbspindlar. Inga underarter finns listade i Catalogue of Life.